# Thesium remotebracteatum
Thesium remotebracteatum är en sandelträdsväxtart som beskrevs av C.Y. Wu & D.D. Tao. Thesium remotebracteatum ingår i släktet spindelörter, och familjen sandelträdsväxter. Inga underarter finns listade i Catalogue of Life.